# 賀来川
賀来川（かくがわ）は、大分県由布市挾間町高崎・来鉢・三船地先から大分市賀来を流れる大分川水系支流の河川である。

## 概要

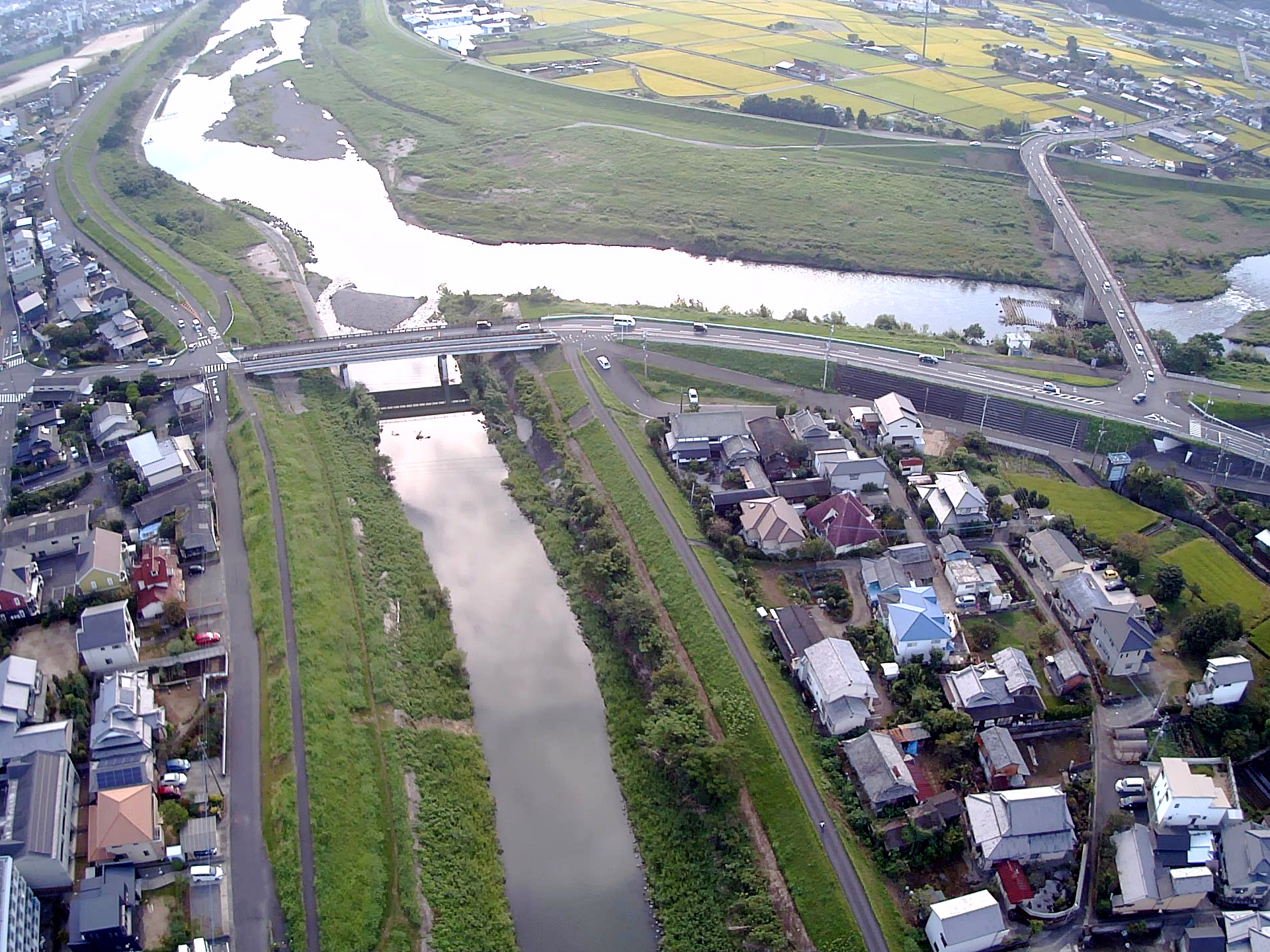
大分川と賀来川（手前）の合流点（右上は小野鶴橋)

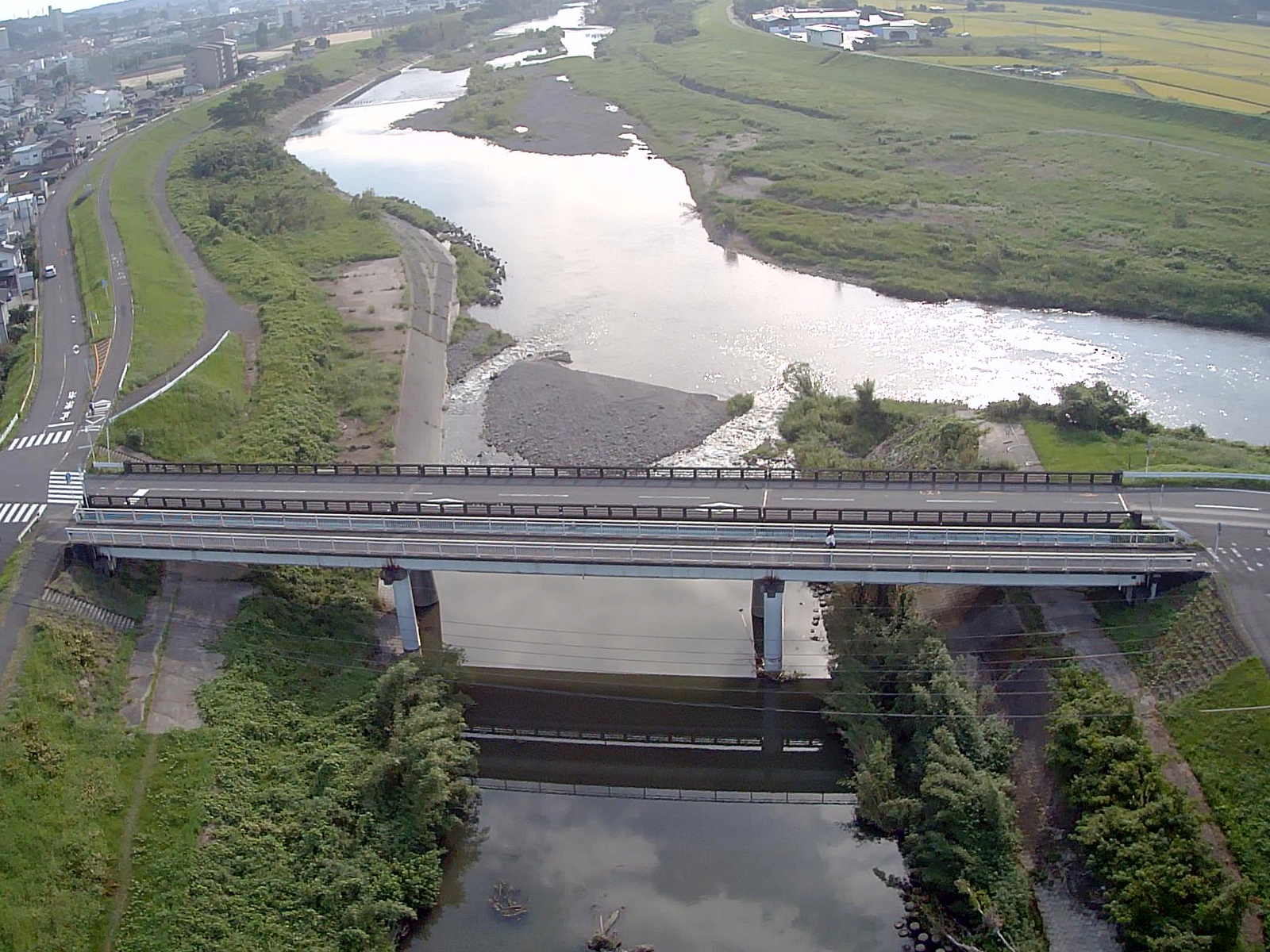
県道207号線の賀来橋

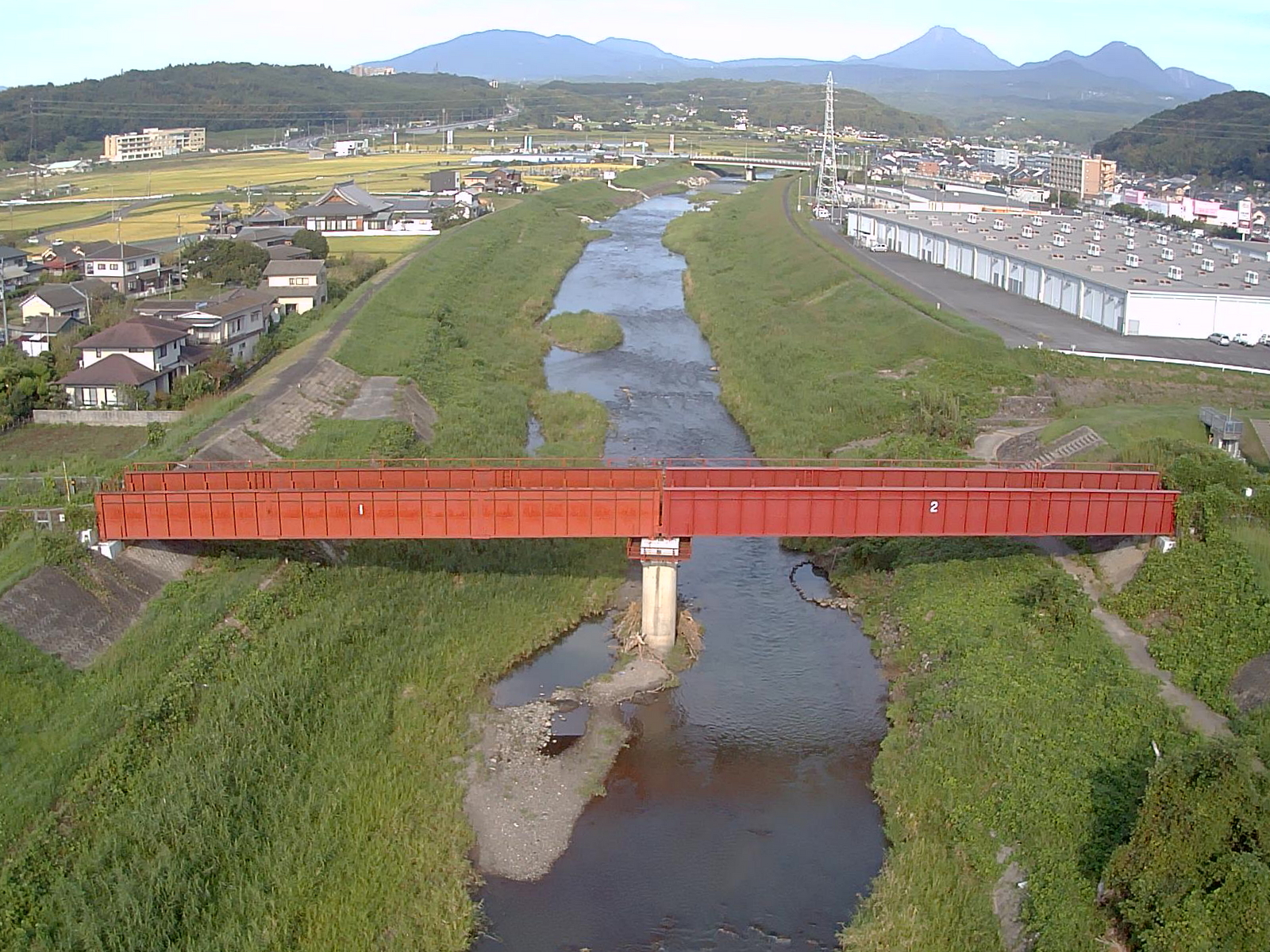
賀来川に架かる久大本線の鉄橋

由布市挾間町にて、ともに由布岳・鶴見岳を源流とする由布川と石城川が合流し、「賀来川」と名を変える。そこから東進し、大分川に注ぐ。大分市大字宮苑字中村331番地先の「宮苑井堰下流端」から大分川への合流点約2kmまでが国土交通省の直轄区間に指定されている。由布川上流部は由布川峡谷として知られる。